# Ізяславський провулок (Київ)
Ізя́́славський прову́лок — провулок у Солом'янському районі міста Києва, селище Жуляни. Пролягає від вулиці Територіальної оборони до кінця забудови.

## Історія
Виник у другій половині XX століття під назвою провулок Ватутіна, на честь радянського військового діяча генерала Миколи Ватутіна, як одна з нових вулиць села Жуляни.
Сучасна назва — з 2015 року.